# Алгашет
Алгаше́т — посёлок в Нижнеудинском районе Иркутской области, входит в состав Замзорского муниципального образования.

## Топонимика
Предполагается, что название Алгашет переводится с тюркского и коттского языка как благословенная река.

## География
Посёлок находится на расстоянии 98 км к северо-западу от города Нижнеудинск, административного центра района.

## Население
| 2002 | 2010 | 2011 | 2012 |
| ---- | ---- | ---- | ---- |
| 47   | ↘34  | →34  | →34  |